# Dario Fo
Dario Fo, född 24 mars 1926 i Sangiano, Varese, Lombardiet, död 13 oktober 2016 i Milano, var en italiensk dramatiker, regissör, författare, satiriker och politisk aktivist. Han tilldelades Nobelpriset i litteratur år 1997 med motiveringen ”som i medeltida gycklares efterföljd gisslar makten och upprättar de utsattas värdighet”.

## Biografi
Fo föddes som det äldsta barnet i Sangiano, nära den längsträckta bergsjön Lago Maggiore. Som ung ägnade sig Fo åt att måla, och han utbildade sig till arkitekt. Hans yngre bror Fulvio blev teaterledare och den yngre systern Bianca Fo Garambois författare. Modern, Pina Rota Fo, med en uppväxt på bondgård, skrev en roman om sina hågkomster från mellankrigstiden: Il paese delle rane (Grodornas rike). Fadern, Felice, var stationsinspektor vid den italienska järnvägen, vilket innebar att familjen ofta byte bostadsort, beroende på var fadern fick sin stationering. Fadern var också skådespelare vid en amatörteater. Bland de platser där Fo växte upp kan nämnas glasblåsarkolonin Porto Valtravaglia, i provinsen Varese, som sades ha den högsta andelen av sinnessjuka människor i hela Italien.
1940 flyttade Fo till Milano för att studera vid konstskolan Accademia di Brera. Emellertid hann andra världskriget emellan och Fo anslöt sig till Mussolinis fascistiska armé Repubblica Sociale Italiana. När Fo senare uttalade sig om detta, förnekade han aldrig detta val men menade att det berodde på att hans familj var aktiva antifascister och att han ville undvika misstankar. Fo ska ha hjälpt sin far att smuggla flyktingar och allierade soldater genom att förklä dem till lombardiska bönder.

## Karriär
Fo deltog i en amatörteatergrupp där han skrev sketcher och farser. I Paris studerade han mim för Jacques Lecoq och var knuten till Piccoloteatern i Milano som skådespelare och textförfattare. Hans genombrott kom 1953 med revyn Il dito nell'occhio.[källa behövs]
Dario Fo var sedan 1954 gift med skådespelerskan, dramatikern och politiska aktivisten Franca Rame. Paret var även arbetskamrater. Tillsammans med Rame har Fo sonen Jacopo Fo. Fo tillägnade sitt nobelpris 1997 till sin fru och kallade henne hans musa.
År 1958 grundade han teatersällskapet Compagnia Fo-Rame tillsammans med sin fru Franca Rame.
1968 ingick de i teaterkollektivet Nuova scena som var en agitationsteater som var direkt knuten till kommunistpartiet. 1970 grundade Fo tillsammans med sin fru teaterkollektivet La Comune
Fo blev tidigt under sin karriär populär i Sverige där de flesta av hans pjäser har framförts på professionell nivå, bland annat på Dramaten och på Stockholms stadsteater. I Finland har hans pjäser framförts på svenska bland annat på Lilla Teatern och Svenska Teatern i Helsingfors, Åbo Svenska Teater och Skärgårdsteatern[källa behövs].
2014 debuterade Fo som romanförfattare med La figlia del Pappa ("pappas dotter") om Lucrezia Borgia och året därpå utkom C'è un re pazzo in Danimarca ("det är en galen kung i Danmark") om livläkaren Johann Friedrich Struensee.
Svenska posten har gett ut frimärken som föreställde Dario Fo och hans nobeldiplom. Frimärkena tillkännagavs på Postmuseet i Stockholm under en ceremoni som Dario Fo medverkade på.